# Alfred Baron
Alfred Baron (ur. 4 kwietnia 1932 w Saint-Aybert, zm. 10 grudnia 2017) – polski konstruktor lotniczy, doktor nauk technicznych.

## Życiorys

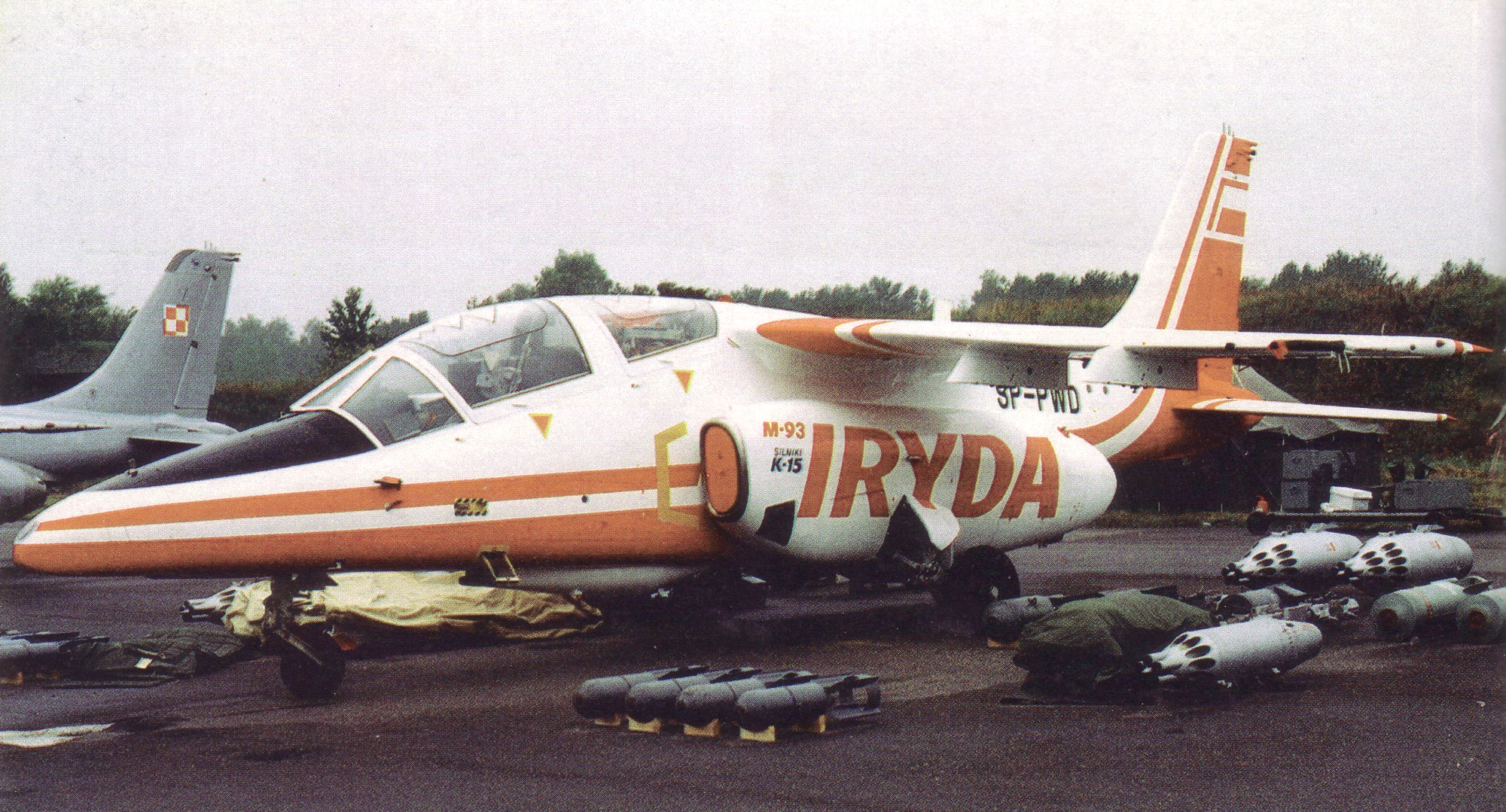
PZL I-22 Iryda (1993)

W 1957 roku ukończył Moskiewski Instytut Lotniczy, gdzie jego projektem dyplomowym był myśliwiec przechwytujący MAI-AB, opracowany pod kierunkiem Artioma Mikojana. W tymże roku został zatrudniony w Ośrodku Badawczo-Rozwojowym WSK Mielec, gdzie pracował m.in. przy modyfikacjach samolotu MiG-17 (Lim-5M, Lim-6) oraz niezrealizowanych projektach samolotów M-7 i M-12. Był organizatorem i kierownikiem Działu Prób Silników Wysokoprężnych i Aparatury Paliwowej. Następnie, do 1971 roku przebywał za granicą, gdzie szkolił się m.in. w firmie Leyland Motors w Anglii oraz we French Petroleum Institute w Paryżu jako stypendysta ONZ. Po powrocie do Polski objął stanowisko dyrektora Ośrodka Badawczo-Rozwojowego Pojazdów Szynowych w Poznaniu (1972–1979), gdzie pracował nad aerodynamiką pojazdów szynowych. Z tematyki tej doktoryzował się w 1977 roku. Od 1979 roku był zatrudniony w warszawskim Instytucie Lotnictwa, gdzie pełnił funkcję zastępcy dyrektora ds. konstrukcyjnych. Był głównym konstruktorem samolotów PZL I-22 Iryda (1985) oraz PZL I-23 Manager (1999). Pracował także przy projektach samolotów TS-8 Bies, M-4 Tarpan oraz An-2. Od 2003 roku zajmował się tematyką transportu małymi samolotami, będąc m.in. inicjatorem europejskiego projektu badawczego „European Personal Air Transportation System” oraz krajowego programu „System Transportu Małymi Samolotami”.
Po śmierci został pochowany na cmentarzu Parafii Najświętszego Serca Pana Jezusa i św. Floriana przy ul. Nowina w Poznaniu (kw. AB, grób 198).

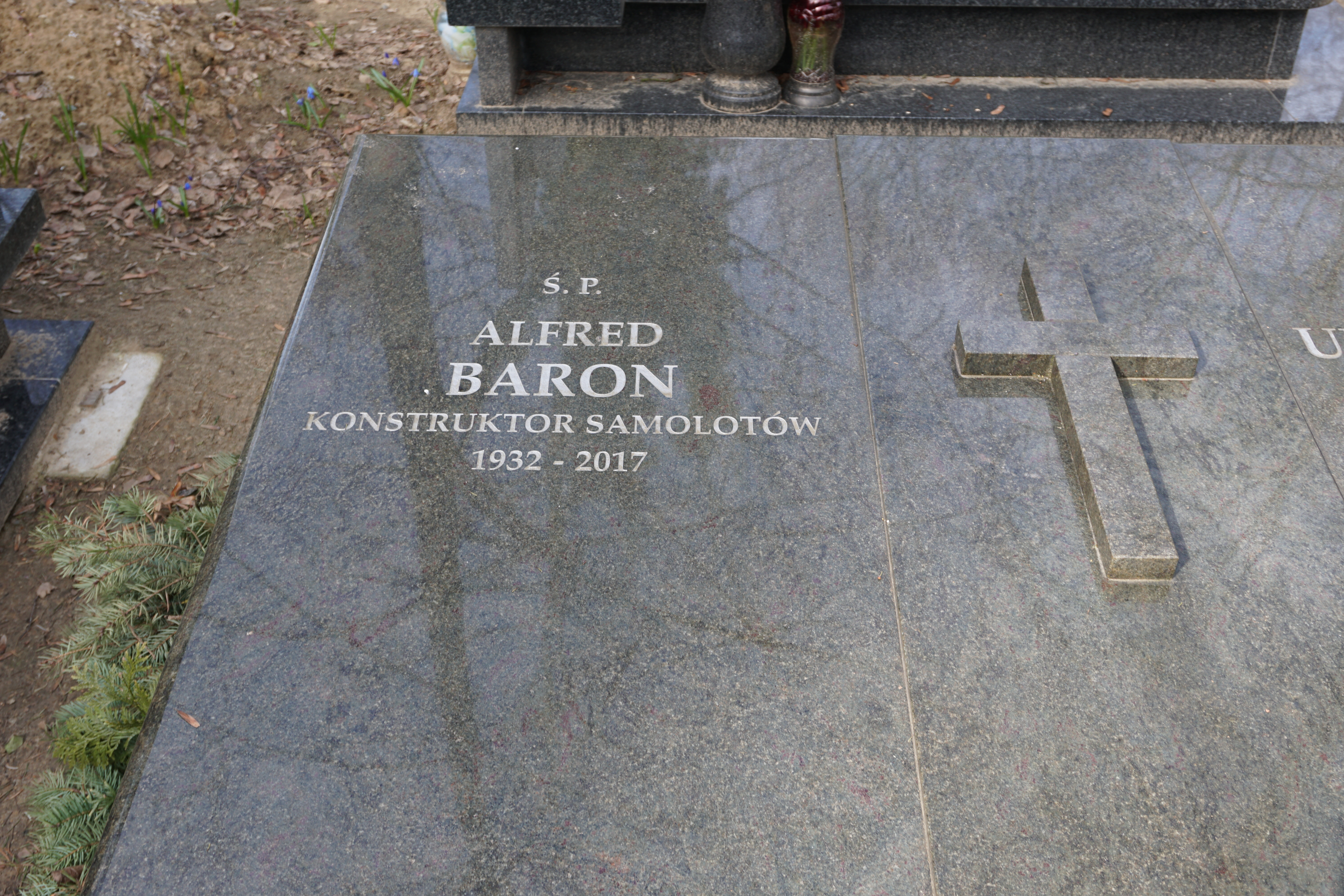
Grób Alfreda Barona na cmentarzu Jeżyckim w Poznaniu

### Publikacje
- Samolot szkolno-bojowy I-22 Iryda: wymagania, realizacja, ocena (2012)
- Samolot osobowy I-23 Manager (2012)
- Międzyregionalny transport lotniczy: wprowadzenie do problematyki (2015)
- Problemy optymalizacji struktury floty samolotów międzyregionalnych (2016)

## Nagrody i odznaczenia
Za prace przy powstaniu samolotu PZL I-22 Iryda został odznaczony Krzyżem Kawalerskim Orderu Odrodzenia Polski (1986). Był również laureatem licznych nagród branżowych, w tym „Błękitnych Skrzydeł”, przyznawanych przez czasopismo „Skrzydlata Polska”.